# Biblioteca del Seminario Vescovile di Asti
La Biblioteca del Seminario Vescovile di Asti è ubicata nel palazzo del Seminario vescovile di Asti.

## Descrizione e storia
La fondazione della biblioteca è dovuta all'opera del vescovo Giovanni Todone che la istituì nel 1730.
In seguito venne collocata in due camere al piano terra e rimase aperta al pubblico fino al 1876. Nel 1912, il vescovo Luigi Spandre incaricò il canonico Ermanno Dervieux di Torino per l'ordinamento e l'inventario di tutto il materiale cartaceo presente nel Seminario. Questo portò alla redazione di un catalogo ancora oggi attuale per la consultazione.

## Patrimonio librario
La biblioteca vanta uno dei patrimoni librari più cospicui e importanti del Piemonte. Si contano, infatti:
- 40 codici in pergamena  del XII/XVI secolo,
- 190 manoscritti del XVI/XIX secolo
- 365 incunaboli
- 3500 cinquecentine
- 45.000 volumi anteriori al 1831
- 25.000 volumi posteriori al 1831

Tra i testi più importanti, il Giornale d'Asti dell'abate Stefano Giuseppe Incisa, che racconta gli avvenimenti civili e religiosi avvenuti ad Asti tra il 1776 ed il 1819.